# 建设性模糊
建设性模糊（英語：constructive ambiguity）是美国前国务卿亨利·基辛格所發明的用詞，是指在谈判中，对于敏感而争议不下的问题，故意使用模棱两可的措辞，以满足双方的谈判需求。这种做法有助于谈判达成妥协，但也给未来留下争议伏笔。
例如，在1967年六日战争后，联合国安理会通过联合国安全理事会第242号决议（UN Security Council's Resolution 242），其中规定：“以色列武装力量应当从近期被占领的领土上撤出。”英文为“withdrawal of Israeli armed forces from territories occupied in recent conflict”，但这里没有使用定冠词“the”，因此在是否需要从全部被占领土撤离产生模糊。